# Bezirksamt Heilsbronn
Das Bezirksamt Heilsbronn war von 1862 bis 1879 ein Verwaltungsbezirk in Mittelfranken im Königreich Bayern. Die bayerischen Bezirksämter waren in ihrer Funktion und Größe vergleichbar mit einem Landkreis.

## Fläche und Bevölkerung
Das Bezirksamt umfasste eine Fläche von 299 km² und hatte im Jahre 1875 16.802 Einwohner.

## Geschichte
Das Bezirksamt Heilsbronn wurde im Rahmen der bayerischen Verwaltungsreform von 1862 gegründet. Der Sitz des Bezirksamts war in Heilsbronn, das heute zum Landkreis Ansbach gehört. Zum 1. Januar 1880 wurde das Bezirksamt aufgelöst:
- Die Stadt Obereschenbach sowie die Gemeinden Ismannsdorf, Mitteleschenbach und Reutern kamen zum Bezirksamt Gunzenhausen.
- Die Gemeinden Barthelmesaurach, Beerbach, Dürrenmungenau, Hergersbach, Untereschenbach, Wassermungenau und Winkelhaid kamen zum Bezirksamt Schwabach.
- Alle übrigen Gemeinden kamen zum Bezirksamt Ansbach.

## Gemeinden
Das Bezirksamt Heilsbronn umfasste 50 Gemeinden:
| - Aich - Altendettelsau - Barthelmesaurach - Bechhofen - Beerbach - Bertholdsdorf - Betzendorf - Bonnhof - Brunn - Bürglein - Dürrenmungenau - Ebersbach - Elpersdorf bei Windsbach - Fischbach - Haag - Heilsbronn, Markt - Hergersbach | - Herpersdorf - Höfstetten - Immeldorf - Ismannsdorf - Kehlmünz - Ketteldorf - Lichtenau - Malmersdorf - Mitteleschenbach - Moosbach - Müncherlbach - Neuendettelsau - Obereschenbach, Stadt - Petersaurach - Retzendorf - Reutern - Sachsen | - Sauernheim - Schlauersbach - Seitendorf - Suddersdorf - Untereschenbach - Unterrottmannsdorf - Veitsaurach - Volkersdorf - Wassermungenau - Wattenbach - Weißenbronn - Weiterndorf - Wernsbach - Windsbach, Stadt - Winkelhaid - Wollersdorf |